# Megachile anthophila
Megachile anthophila là một loài Hymenoptera trong họ Megachilidae. Loài này được Strand mô tả khoa học năm 1913.